# بيجواسو
بيجواسو بلدية في ولاية سانتا كاتارينا في المنطقة الجنوبية من البرازيل.